# بيرسي ويليام
بيرسي ويليام (7 فبراير 1874 - 8 يناير 1933) (بالإنجليزية: Percy Hale)‏ هو لاعب كريكت بريطاني.